# علی نصیریان
علی نصیریان (زادهٔ ۱۵ بهمن ۱۳۱۳) بازیگر، نمایشنامه‌نویس و کارگردان سینما، تئاتر و تلویزیون اهل ایران است. او در سال ۱۳۸۰ به‌عنوان چهره ماندگار ایرانی در رشتهٔ بازیگری شناخته شد و نشان درجه یک هنری را دریافت کرد.
وی در سن ۸۸ سالگی در چهل و یکمین دوره جشنواره فیلم فجر برای بازی در فیلم هفت بهار نارنج برنده سیمرغ بهترین بازیگر نقش اول مرد و مسن‌ترین برنده جایزه سیمرغ بلورین شد.

## زندگی

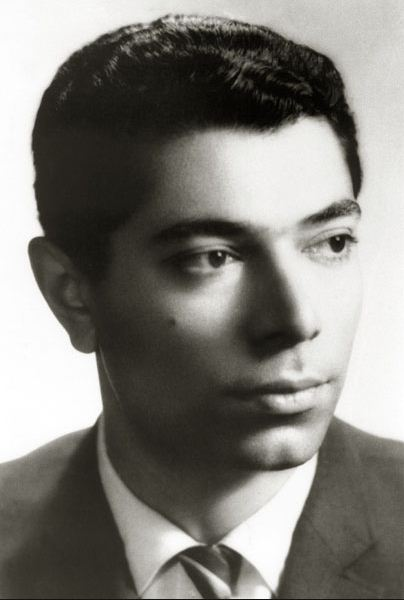
علی نصیریان در دوران جوانی

نصیریان ۱۵ بهمنِ ۱۳۱۳ در میدان شاهپور خیابان مهدی‌خان زاده شد. وی در سالهای کودکی از طریق تماشای تعزیه به هنر نمایش علاقمند شد. او همچنین شیفتهٔ معرکه‌گیری، پرده‌خوانی، نقالی، خیمه‌شب‌بازی و نمایش‌های تخت حوضی بود. نصیریان در سال ۱۳۲۶ به دبیرستان پیرنیا در چهار راه گمرک رفت و در آنجا با جمشید لایق، اسماعیل داورفر و مهدی فتحی همکلاسی شد. در سال ۱۳۲۹ هم‌زمان با درس دبیرستان، در کلاس جامعه باربد در خیابان لاله زار هم اسم نوشت. این کلاس را اسماعیل مهرتاش در سال ۱۳۰۵ راه انداخته بود و در آن موسیقی، تئاتر و ادبیات درس می‌داد. او در سال ۱۳۳۰ کتاب هنر تئاتر را خواند. او در کلاس تئاتر سعدی که همسر عبدالحسین نوشین آن را اداره می‌کرد هم شرکت کرد. در پی کودتای ۲۸ مرداد ۱۳۳۲، تئاتر سعدی به آتش کشیده شد و نصیریان به هنرستان هنرپیشگی که در آن زمان تنها مدرسهٔ تئاتر ایران بود، رفت. او با شرکت در آزمون ورودی و کسب نمرهٔ قبولی، به دورهٔ سه سالهٔ این هنرستان وارد شد. هنرستان هنرپیشگی که در سال ۱۳۱۸ تأسیس شد، اولین مدرسه تئاتر رسمی در ایران بود که در زمینه بازیگری مدرک هم می‌داد. در این دوره، معلمان سعی می‌کردند، آنچه را که می‌دانستند به شاگردان بیاموزند. نوعی آموزش سینه‌به‌سینه، به‌خصوص اسماعیل مهرتاش که برای اولین بار بذر تئاتر ایرانی را در ذهن هنرجویان کاشت. فهیمه راستکار، بیژن مفید، حسین کسبیان، رفعت هاشم پور و … از هم دوره‌ای‌های نصیریان در هنرستان هنرپیشگی بودند.
سپس نصیریان در سال ۱۳۳۲ از طریق فهیمه راستکار با شاهین سرکیسیان آشنا شد که نقطه عطفی در زندگی هنری‌اش بود.
نصیریان از دههٔ ۱۳۳۰ در نمایش‌های حرفه‌ای، بازیگری و نویسندگی می‌کرد و از اعضای آغازین گروه هنر ملّی بود. او بیش از ده نمایشنامه نوشته و به همراهِ بهرام بیضایی و اکبر رادی و غلامحسین ساعدی و اسماعیل خلج و چند نمایشنامه‌نویس دیگر، از برجستگان نمایشنامه‌نویسی در زبان فارسی به‌شمار می‌رود. وی در سال ۱۳۳۵ جایزهٔ نخستین مسابقهٔ نمایش‌نامه‌نویسی را برای نمایش بلبل سرگشته دریافت کرد. در سال ۱۳۳۶ اداره هنرهای نمایشی و سپس تلویزیون در ایران تأسیس شد و نصیریان به استخدام این اداره درآمد و گروه تئاتر مردم را با عزت اله انتظامی، جعفر والی، رکن الدین خسروی و عباس جوانمرد تشکیل داد و به اجرای نمایشنامه‌هایی برای تلویزیون پرداختند. پس از افتتاح تماشاخانه سنگلج در سال ۱۳۴۴ نصیریان به همراه گروه خود در آنجا به فعالیت و اجرای تئاتر پرداختند.
فیلم گاو ساخته داریوش مهرجویی نخستین فعالیت سینمایی او بود. آقای هالو، پستچی، کفش‌های میرزا نوروز، شیر سنگی، ناخدا خورشید، هزاردستان، سال‌های خاکستر، بوی پیراهن یوسف، میوه ممنوعه و شهرزاد از آثار شاخص وی است. نصیریان در اوایل دهه ۱۳۶۰ نقش قاضی شارع را در سریال سربداران و نقش ابوالفتح صحاف را در سریال هزاردستان بازی کرد، نقش‌هایی که بین تمام نقش‌هایش تا آن تاریخ منحصر به فرد بودند.
علی نصیریان همچنین عضو پیوسته فرهنگستان هنر است.

. . . دو نفر بودند که من هرگز فرصت نکردم باهاشان کار کنم، یکی سمندریان بود و یکی بیضایی. با هر دو هم خیلی دوست داشتم کار کنم؛ ولی نشد.

نصیریان، ۱۳۹۸
علی نصیریان در سن ۸۸ سالگی در چهل و یکمین دوره جشنواره بین‌المللی فیلم فجر (۱۴۰۱)، سیمرغ بلورین بهترین بازیگر نقش اول مرد را برای بازی در فیلم هفت بهار نارنج کسب کرد، نصیریان پیشتر در سن ۸۴ سالگی در سی و هفتمین دوره جشنواره فیلم فجر (۱۳۹۷)، سیمرغ بلورین بهترین بازیگر نقش مکمل مرد را برای بازی در فیلم مسخره‌باز کسب کرد و تبدیل به مسن‌ترین فردی شد که این دو جایزه را دریافت کرده است.
از جمله زمینه‌های مطالعاتی علی نصیریان ادبیات و شعر کلاسیک فارسی، به ویژه غزل‌های حافظ است. نصیریان شعر حافظ را نمونهٔ بارز شعری مبارز می‌داند که ماحصل آن مبارزه با روی و ریا است. او در شبی که مجلهٔ بخارا، در تاریخ ۱۷ اسفند ۱۴۰۱ به کتاب «غزل اجتماعی معاصر»، اثر مهدی مظفری ساوجی اختصاص داده بود، به این مسئله اشاره کرد و کتاب «غزل اجتماعی معاصر»، اثر مهدی مظفری ساوجی را از این نظر، کار بسیار ارزنده و درخشانی دانست. چراکه به تصریح او این کتاب به مسائل اجتماعی در حیطهٔ غزل و شعر پرداخته است. در نتیجه به زعم ایشان، پرداختن مهدی مظفری ساوجی به غزل اجتماعی نکته‌ای بسیار جالب و قابل توجه برای ما به عنوان مخاطبانی است که در همین جامعه زیسته‌ایم؛ یعنی جامعه‌ای که از دل آن، چنین غزل‌هایی بیرون آمده. اهمیت کار آقای ساوجی در این است که به ما یادآوری می‌کند که چه تاریخی را پشت‌سر گذاشته‌ایم و نباید دردها و دغدغه‌های اجتماعی را فراموش کنیم. کتاب آقای مظفری از این جهت در تاریخ می‌ماند که به ما می‌گوید که از کجا آغاز کرده‌ایم و متّکی به چه سابقه و سنتی هستیم. به باور علی نصیریان مهم‌ترین نقد و موضوعی که حافظ در غزل‌هایش بر آن انگشت می‌گذارد ریا و ریاکاری است؛ ریا و ریاورزی، جامعه را از درون می‌خورد و آن را دچار ازهم‌گسیختگی می‌کند. در ۸ فروردین ۱۴۰۴ش مسعود پزشکیان رئیس‌جمهوری ایران به مناسبت روز جهانی تئاتر در منزل علی نصیریان حضور یافت و از او تقدیر کرد.

### زندگی شخصی
فاطمه بیات، همسر علی نصیریان در روز ۱۳ بهمن سال ۱۳۹۷ در گذشت. فرزندان: برمک، باربد، بابک

## کارنامه هنری
در ۱۳۴۴ که تالار سنگلج گشایش یافت و در جشنواره مهر، او هم در میان ۱۰ نمایش برگزیده، نمایش امیرارسلان را اجرا کرد. نصیریان کار در تلویزیون را از ۱۳۳۹ با بازی و کارگردانی تله تئاتر شروع کرد و تا ۱۳۵۴ در بیش از ۵۰ تله تئاتر حضور داشت. ایفای نقش کریم بوستان در مجموعه تلویزیونی برادر جان و بزرگ آقا دیوان سالار در مجموعه شبکه نمایش خانگی شهرزاد، آخرین هنرنمایی‌های نصیریان تاکنون در قاب تلویزیون بوده است. فیلم گاو ساخته داریوش مهرجویی نخستین فعالیت سینمایی علی نصیریان در مقام بازیگر بود. کفش‌های میرزا نوروز، شیر سنگی، ناخدا خورشید، هزاردستان، سال‌های خاکستر، بوی پیراهن یوسف، خورشید و مسخره باز از دیگر آثار شاخص وی در دوران بازیگری در سینما محسوب می‌شوند.
در اسفند ۱۴۰۲ از کتاب زندگی و آثار استاد علی نصیریان نوشته نگار حسینی رونمایی شد.

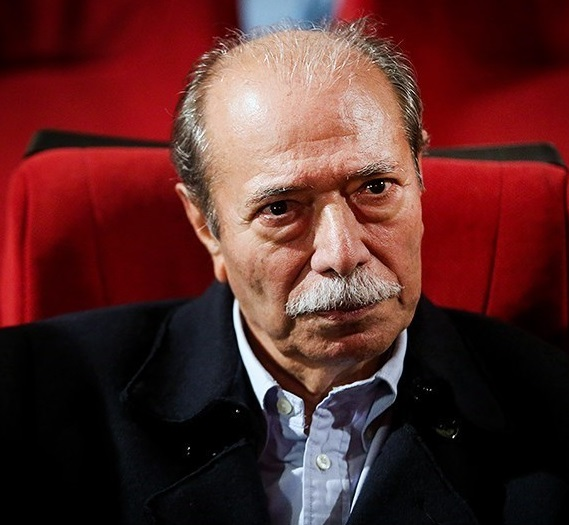
علی نصیریان در جشنواره فیلم ققنوس
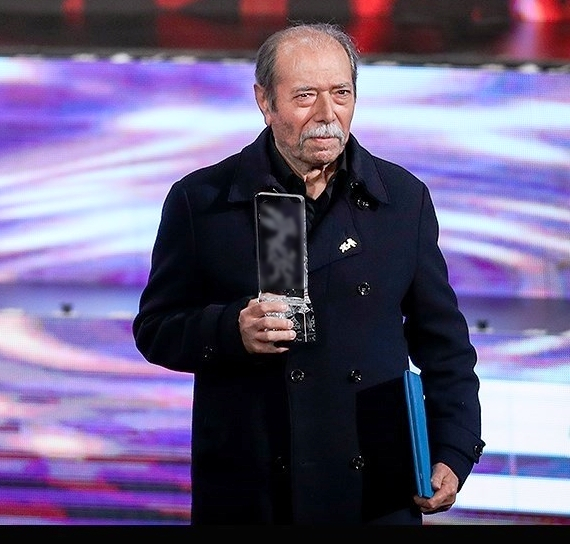
هنگام دریافت سیمرغ بلورین بهترین بازیگر مرد در جشنواره ۳۷ فیلم فجر
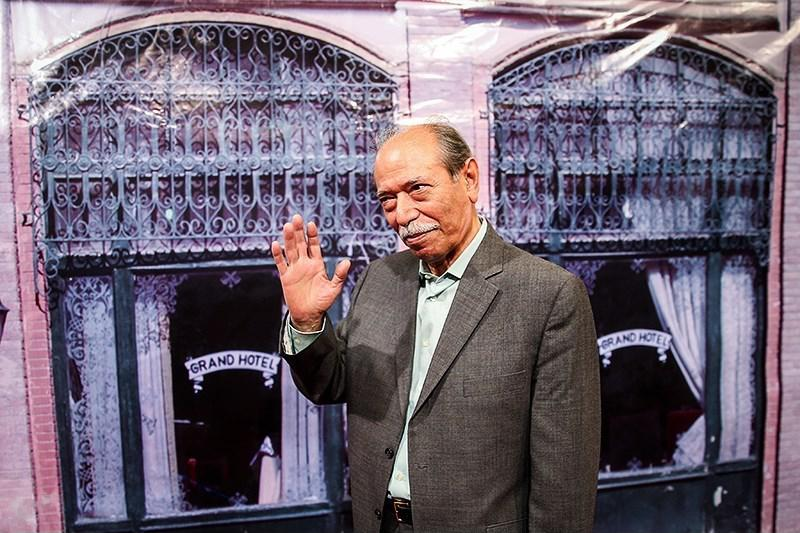
پشت صحنه سریال شهرزاد
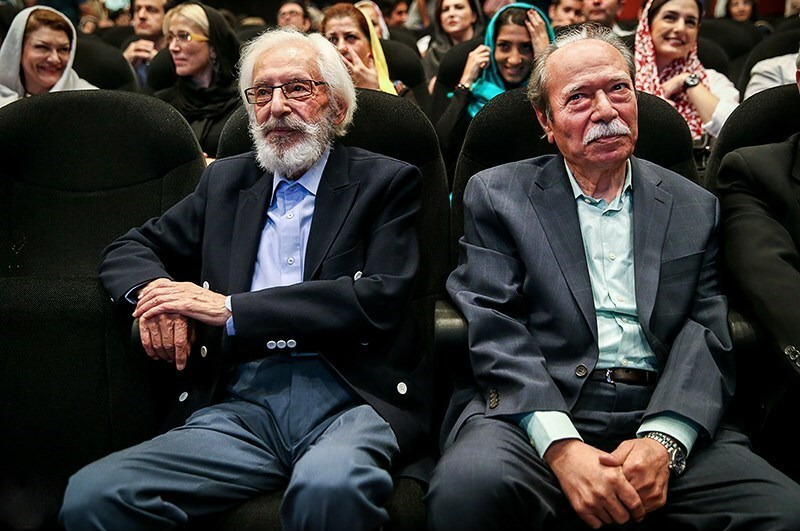
در کنار جمشید مشایخی

## جوایز و نامزدی‌ها
| سال  | عنوان | اهدا کننده                             | رده                           | جایزه                    | نتیجه |
| ---- | --- | -------------------------------------- | ----------------------------- | ------------------------ | ----- |
| ۱۴۰۱ | فیلم هفت بهار نارنج                                                                                           | جشنواره بین‌المللی فیلم فجر             | بهترین بازیگر نقش اول مرد     | سیمرغ بلورین             | برنده |
| ۱۳۹۸ | فیلم مسخره باز                                                                                                | انجمن منتقدان و نویسندگان سینمای ایران | بهترین بازیگر نقش مکمل مرد    | تندیس شایستگی            | برنده |
| ۱۳۹۷ | فیلم مسخره باز                                                                                                | جشنواره بین‌المللی فیلم فجر             | بهترین بازیگر نقش مکمل مرد    | سیمرغ بلورین             | برنده |
| ۱۳۹۵ | سریال شهرزاد                                                                                                  | جشن دنیای تصویر                        | بهترین بازیگر مرد درام        | تندیس حافظ               | برنده |
| ۱۳۸۴ | نشان دولتی | رئیس‌جمهور ایران                        | شخصیت‌های برجسته فرهنگی و هنری | نشان درجه یک فرهنگ و هنر | برنده |
| ۱۳۸۰ | فرهنگستان‌های چهارگانه ایران (فرهنگستان زبان و ادب فارسی، فرهنگستان علوم، فرهنگستان علوم پزشکی، فرهنگستان هنر) | جشنواره چهره‌های ماندگار                | چهره‌های ماندگار               | نشان چهره ماندگار        | برنده |
| ۱۳۶۷ | فیلم سال‌های خاکستر                                                                                            | جشنواره بین‌المللی فیلم فجر             | بهترین بازیگر نقش اول مرد     | سیمرغ بلورین             | نامزد |
| ۱۳۶۵ | فیلم شیر سنگی                                                                                                 | جشنواره بین‌المللی فیلم فجر             | بهترین بازیگر نقش اول مرد     | سیمرغ بلورین             | نامزد |
| ۱۳۵۰ | فیلم آقای هالو                                                                                                | سومین جشنواره سینمایی سپاس             | بهترین سناریو                 | سپاس                     | برنده |